# Wolfgang Murer
Pour les articles homonymes, voir Murer.
Wolfgang Murer (né le 22 décembre 1979 en Autriche) est un coureur cycliste autrichien. Il a été membre de l'équipe cycliste Elk Haus de 2004 à 2009.

## Biographie
Il a été membre de l'équipe cycliste Elk Haus pendant plusieurs années.

## Palmarès
- 1999
  - 3e du Tour du Burgenland

- 2000
  - 3e du Tour de Mainfranken

- 2002
  - 2e du Tour du Pays Roannais

- 2003
  - Classement général du Tour Nivernais Morvan
  - 3e étape du Tour de Moselle

- 2004
  - Grand Prix Vorarlberg

- 2006
  - 4e étape du Steiermark Rundfahrt